# Nek (cântăreț)
Florin Necșoiu, mult mai cunoscut sub numele de scenă Nek, este un popular cântăreț și compozitor de muzică etno și de petrecere, în special manele. Acesta a compus peste 2000 de piese pentru toți marii artiști ai genului din România și din Bulgaria, printre ei Florin Salam și Nicolae Guță. El este proprietarul casei de discuri Nek Music, cea mai mare și cea mai populară casă de discuri specializată exclusiv pe manele. 
Nek face muzică de la frageda vârstă de șapte ani. El a studiat mai întâi pianul la Școala de Muzică din Târgoviște, iar din clasa a VII-a s-a mutat la București, la Liceul "Dinu Lipatti", unde a studiat naiul ca instrument principal și pianul, ca instrument secundar.
Nek a primit în anul 2010 discul de aur pentru vânzările albumului "Un nou început". În album figurează hituri precum "Bem și 7 zile", "Câte una, câte două" sau "Cum să trăiesc eu fără tine".